# وزارة الشؤون البلدية (الأردن)
وزارة الشؤون البلدية هي الجهة المعنية في توفير التسهيلات المختلفة للبلديات للقيام بمهامها ودعمها في تحسين مستوى الخدمات التي تقدمها، بالإضافة للإشراف والرقابة المالية والإدارية والفنية على البلديات ومتابعة أدائها ودعم البلديات مالياً , وتنظيم وإجراء الانتخابات البلدية , تأسست وزارة الشؤون البلدية سنة 1965 تحت اسم باسم وزارة الداخلية للشؤون البلدية والقروية وكان أول وزير للوزارة فؤاد فراج سنة 1980 اضيف لمهام الوزارة الشؤون البيئية وكانت اسمها وزارة الشؤون البلدية والقروية والبيئة، وفي سنة 2002 فصلت عنها البيئة بعد إستحداث وزارة البيئة , يتبع الوزارة بنك تنمية المدن والقرى و ومجلس التنظيم الأعلى، بعد قرار دمج البلديات والذي بموجبة تقلصت عدد البلديات في الأردن أصبحت عدد البلديات في الأردن مائة بلدية وإحدى وعشرون مجلس خدمات تتبع جميعها للوزارة، وزير البلديات حالياً المهندس وليد المصري.

## الوزراء
كان أول وزير للوزارة باسمها السابقة فؤاد فراج :
1
السيد فؤاد فراج
13/02/1965
31/07/1965
2
الدكتور قاسم الريماوي
31/07/1965
04/03/1967
3
السيد وصفي ميرزا
04/03/1967
23/04/1967
4
السيد أحمد اللوزي
23/04/1967
07/10/1967
5
المهندس احمد فوزي
07/10/1967
25/04/1968
6
السيد صالح برقان
25/04/1968
26/12/1968
7
السيد موسى ابوالراغب
26/12/1968
24/03/1969
8
السيد صالح برقان
24/03/1969
13/08/1969
9
السيد موسى ابوالراغب
13/08/1969
19/04/1970
10
السيد احمد طوقان
19/04/1970
27/06/1970
11
الدكتور قاسم الريماوي
27/06/1970
15/09/1970
12
السيد مفلح العودةالله
16/09/1970
28/10/1970
13
المهندس فؤاد قاقيش
28/10/1970
22/05/1971
14
الدكتور يعقوب أبو غوش
22/05/1971
26/05/1973
15
السيد مروان الحمود
26/05/1973
10/11/1973
16
المهندس فؤاد قاقيش
10/11/1973
23/01/1974
17
السيد محمد الزبن
23/01/1974
07/02/1976
18
السيد إسماعيل العرموطي
08/02/1976
13/07/1976
19
السيد مروان الحمود
13/07/1976
27/11/1976
20
السيد إبراهيم أيوب
27/11/1976
19/12/1979
21
الدكتور جمال الشاعر
19/12/1979
28/08/1980
22
السيد حسن المومني
28/08/1980
10/01/1984
23
السيد حمدالله النابلسي
10/01/1984
04/04/1985
24
السيد مروان الحمود
04/04/1985
04/10/1986
25
السيد يوسف حمدان الجبر
04/10/1986
09/12/1988
26
السيد مروان الحمود
09/12/1988
06/12/1989
27
السيد عبد الكريم الدغمي
06/12/1989
31/12/1990
28
السيد محمد الزبن
01/01/1990
19/06/1991
29
السيد سليم الزعبي
19/06/1991
04/10/1991
30
الدكتور عبد الرزاق طبيشات
04/10/1991
29/05/1993
31
الدكتور محمد مهدي الفرحان
29/05/1993
01/12/1993
32
السيد احمد العقايلة
01/12/1993
08/06/1994
33
السيد توفيق كريشان
09/06/1994
08/01/1995
34
السيد نادر الظهيرات
08/01/1995
04/02/1996
35
الدكتور عبد الرزاق طبيشات
04/02/1996
19/03/1997
36
السيد توفيق كريشان
19/03/1997
19/06/2000
37
السيد عبد الرحيم العكور
19/06/2000
16/06/2001
38
الدكتور عبد الرزاق طبيشات
16/06/2001
25/10/2003
39
الدكتورة أمل الفرحان
25/10/2003
07/04/2005
40
السيد توفيق كريشان
07/04/2005
24/11/2005
41
السيد نادر الظهيرات
28/11/2005
25/11/2007
42
المهندس شحادة أبو هديب
25/11/2007
14/12/2009
43
السيد علي الغزاوي
14/12/2009
23/11/2010
44
السيدة رابحة الدباس
24/11/2010
5/2/2011
45
د.حازم شريف قشوع
6/2/2011
22/10/2011
46
المهندس ماهر أبو السمن
31/10/2011
29/3/2013
47
الباشا حسين المجالي
30/3/2013
21/8/2013
48
المهندس وليد المصري
22/8/2013

## المهام
من أبرز المهام التي تقوم الوزارة بأدائها :
- اعداد وتنفيذ الخطط الإستراتيجية المتعلقة بالوزارة وتوفير التسهيلات المختلفة للبلديات ودعم البلديات في تحسين مستوى خدماتها.
- الاشراف والرقابة والتدقيق على أداء البلديات المالي والإداري والتنظيمي والتزامها بالقوانين والأنظمة واجراء الانتخابات البلدية في موعدها
- دعم بناء القدرات المؤسسية للقطاع بما يحقق الحاكمية الرشيدة
- إدارة التحويلات المالية والتنسيق مع الجهات ذات العلاقة لتوفير التمويل الضروري لبرامج ومشاريع البلديات.
- إعداد مخططات الاعمار الإقليمية والهيكلية والتفصيلية لكافة بلديات ودراسة مشاريع البنية التحتية للمجالس البلدية ووضع التصاميم والمواصفات الفنية.
- توجيه موازنات المجالس البلدية ومجالس الخدمات المشتركة بما يحقق الترابط بينها لبناء القدرات المؤسسية للوزارة وبنك تنمية المدن والقرى والمجالس البلدية ومجالس الخدمات المشتركة.
- المساهمة في دعم وتنمية التجمعات السكانية التي لا يوجد فيها مجالس بلدية.
- إعداد مخططات الاعمار الإقليمية والهيكلية والتفصيلية لكافة بلديات المملكة لتحقيق التنمية المتوازنة.
- الاشراف والرقابة على تطبيق القوانين والأنظمة والتعليمات الخاصة بالبلديات ومجالس الخدمات المشتركة ووضع مشاريع القوانين والأنظمة والتعليمات الخاصة بقطاع الشؤون البلدية.
- المساعدة في توفير التمويل اللازم للمشاريع التنموية الضرورية ودعم البلديات

## مواضيع ذات صلة
- قائمة مدن الأردن
- انتخابات المجالس البلدية الأردنية 2007